# Дюна: Хрестовий похід проти машин
«Дюна: Хрестовий похід проти машин» (англ. «Dune: The Machine Crusade») — науково-фантастичний роман Браяна Герберта та Кевіна Дж. Андерсона 2003 року, дія якого відбувається у вигаданому всесвіті «Дюни», створеному Френком Гербертом. Це друга книга в трилогії-приквелі «Легенди Дюни», дія якої розгортається за 10 000 років до подій у знаменитому романі Френка Герберта «Дюна» 1965 року. У романі розповідається про вигаданий Батлеріанський джихад, хрестовий похід останніх вільних людей у всесвіті проти мислячих машин, жорстокої та панівної сили, яку очолює могутній комп'ютерний розум Омніус. Символом джихаду стають Серена Батлер та її загибла дитина, саме смерть останньої від рук роботів і стає тригером для початку повстання людей проти машин.

## Стислий зміст сюжету
«Дюна: Хрестовий похід проти машин» заглиблюється у центр Батлеріанського джихаду, описаного в першій книзі трилогії «Дюна: Батлеріанський джихад». Очолює рух колишній раб і колишній опікун машини Великий Патріарх Ібліс Гінджо. Однак Ібліс, здається, більше зацікавлений у політиці та власному особистому спадку, ніж у Джихаді, тож використовує смерть дитини Серени Батлер і розпочатий ним джихад загалом для власних інтересів та з метою реалізації власних політичних амбіцій.
Воріен Атрід, попри довге життя, яке подарував йому його батько, титан Агамемнон, після відвідин планети Каладан і зустрічі з Леронікою Тергієт, яка стане його довгостроковою наложницею, демонструє бажання відійти від справ.
Ксав’є Харконнену вдається звільнити планету Ікс від мислячих машин, і врешті-решт він повинен піти на головну жертву, яка заплямує його ім'я — атаку на центральну планету Омніуса ціною безлічі життів людей.
Робот Еразмус продовжує свої експерименти на людях і укладає парі з сутністю Омніуса на Корріні, стверджуючи, що зможе виховати людину, здатну до самоконтролю й логічного мислення, як машина. Ця дитина — Ґілберт Олбанс, перший справжній ментат.
Сам Омніус сильно страждає від комп'ютерного вірусу, створеного Воріаном і мимоволі розповсюдженого його старим компаньйоном Сератом.
На Ґіназі старіючий Зон Норет був убитий під час тренування меком на ім'я Чірокс, захопленою та перепрограмованою бойовою машиною. Хоча Норет не дожив до того, щоб передати свої навички іншим найманцям Ґіназа, Чірокс залишився, щоб навчити найвидатнішого з усіх найманців, Майстра меча, який стане головною бойовою силою проти мислячих машин.
На планеті Порітрін обділена даром донька родоначальниці ордену Бене Ґессерит Норма Ценва, стає успішною винахідницею, чиї дослідження та винаходи щодо щитів і технології згортання простору допомагають Лізі у війні проти машин. Однак її благодійник та науковий куратор, знаменитий вчений Тіо Гольцман, власні наукові здобутки якого вже в далекому минулому, привласнює її дослідження. Тим часом раб дзенсунніт Ізмаїл просить герцога Ніко Бладда про кращі умови для рабів і визнання їхньої ролі у створенні флоту-приманки під час успішної оборони Порітіна. Задля покарання його розлучають із дружиною та доньками та перенаправляють до лабораторій Ценви. Відданий релігійний пацифізм Ізмаїла стикається з войовничістю Аліїда, руйнуючи їхню дружбу.
Норма покидає світ якраз вчасно, щоб уникнути повстання рабів, під час якого Аліїд, не підозрюючи про наслідки, стріляє не знаючи про несумісність лазерної зброї та технологій Гольцмана з лазгану в особистий щит Гольцмана. У результаті потужного вибуху знищуються лабораторії Тіо Гольцмана; натомість повстання рабів зрештою було жорстоко придушене. Ізмаїлу вдається втекти за межі світу разом із сотнею рабів, включаючи його старшу доньку Чамал та її чоловіка Рафаеля, змусивши Така Кедайра з Тлейлаксу відправити прототип космічного корабля Норми з технологією згортання простору в самотній пустельний світ Арракіс.
Тим часом Норма, завдяки своїй спадщині як дочка головної чарівниці Россака Зуфи Ценви, нарешті використовує свої приховані сили під великим тиском (прискореним її захопленням і подальшими катуваннями Титаном Ксерксом), щоб стати вістрям людства. Вона уявляє майбутнє, в якому величезні кораблі миттєво перевозитимуть товари та людей через Всесвіт, використовуючи ефект Гольцмана для згортання простору. Кораблі Норми є першими кораблями, які пізніше будуть відомі як хайлайнери, і її родина використовує свою монополію на такі подорожі, щоб заснувати Космонавтичну гільдію.
На Арракісі Ізмаїл і його послідовники борються за виживання в пустельному світі. Вони рятуються завдяки тому, що Кідайр попередив послідовників Селіма, які також дзенсунніти, про їхню присутність. Послідовники Селіма приймають колишніх рабів Порітріна до своєї спільноти, і дві громади зливаються, щоб стати фрименами Арракіса.
Нарешті Титани, що залишилися, користуються шансом стати незалежними від господаря, машини Омніуса на планеті Бела Тегейзе.

## Оцінки й відгуки
Роман «Дюна: Хрестовий похід проти машин» дебютував під № 7 у списку бестселерів Нью-Йорк таймз.